# 249516 Aretha
249516 Aretha là một tiểu hành tinh vành đai chính được phát hiện ngày 15 tháng 2 năm 2010. Tên của nó được đặt để vinh danh Aretha Franklin.